# Trương Thiên Tô
Trương Thiên Tô (sinh năm 1970) là một sĩ quan cao cấp trong Quân đội nhân dân Việt Nam, hàm Thượng tướng, Ông hiện là Phó Chủ nhiệm Tổng Cục Chính trị Quân đội nhân dân Việt Nam.

## Tiểu sử
Trước năm 2013, khi còn mang quân hàm Trung tá, Trương Thiên Tô là Chủ nhiệm Chính trị Sư đoàn 2, Quân khu 5.
Năm 2013, ông được thăng hàm Thượng tá, và trở thành Phó Chính ủy Sư đoàn 2. Đến năm 2014, ông được Bộ trưởng Bộ Quốc phòng bổ nhiệm giữ chức Chính ủy Bộ chỉ huy quân sự tỉnh Gia Lai.
Trong năm 2015, ông được thăng hàm Đại tá và bổ nhiệm làm Phó Chủ nhiệm chính trị Quân khu 5. Đến tháng 9 năm 2018, ông được Quân ủy Trung ương thăng làm Chủ nhiệm chính trị Quân khu 5.
Năm 2019, ông được Thủ tướng Chính phủ bổ nhiệm giữ chức Phó Chính ủy Quân khu 5, sau đó thì được thăng hàm Thiếu tướng.
Từ ngày 5 tháng 11 năm 2019 đến ngày 03 tháng 2 năm 2020, ông tham gia Lớp bồi dưỡng kiến thức mới cho cán bộ quy hoạch cấp chiến lược khóa XIII của Đảng tại Học viện Chính trị quốc gia Hồ Chí Minh.
Tháng 4 năm 2023, ông được bổ nhiệm giữ chức Chính ủy Học viện Chính trị (Quân đội nhân dân Việt Nam).
Tháng 11 năm 2023, ông được Chủ tịch nước thăng quân hàm Trung tướng.
Ngày 21 tháng 8 năm 2024, Ông được Thủ tướng Phạm Minh Chính bổ nhiệm giữ chức Phó Chủ nhiệm Tổng Cục Chính trị Quân đội nhân dân Việt Nam.

## Lịch sử phong quân hàm
| Năm thụ phong | 2013      | 2015   | 2019        | 2023        | 2025         |
| ------------- | --------- | ------ | ----------- | ----------- | ------------ |
| Cấp bậc       | Thượng tá | Đại tá | Thiếu tướng | Trung tướng | Thượng tướng |
| Tuổi          | 43        | 45     | 49          | 53          | 55           |